# Freia A/S

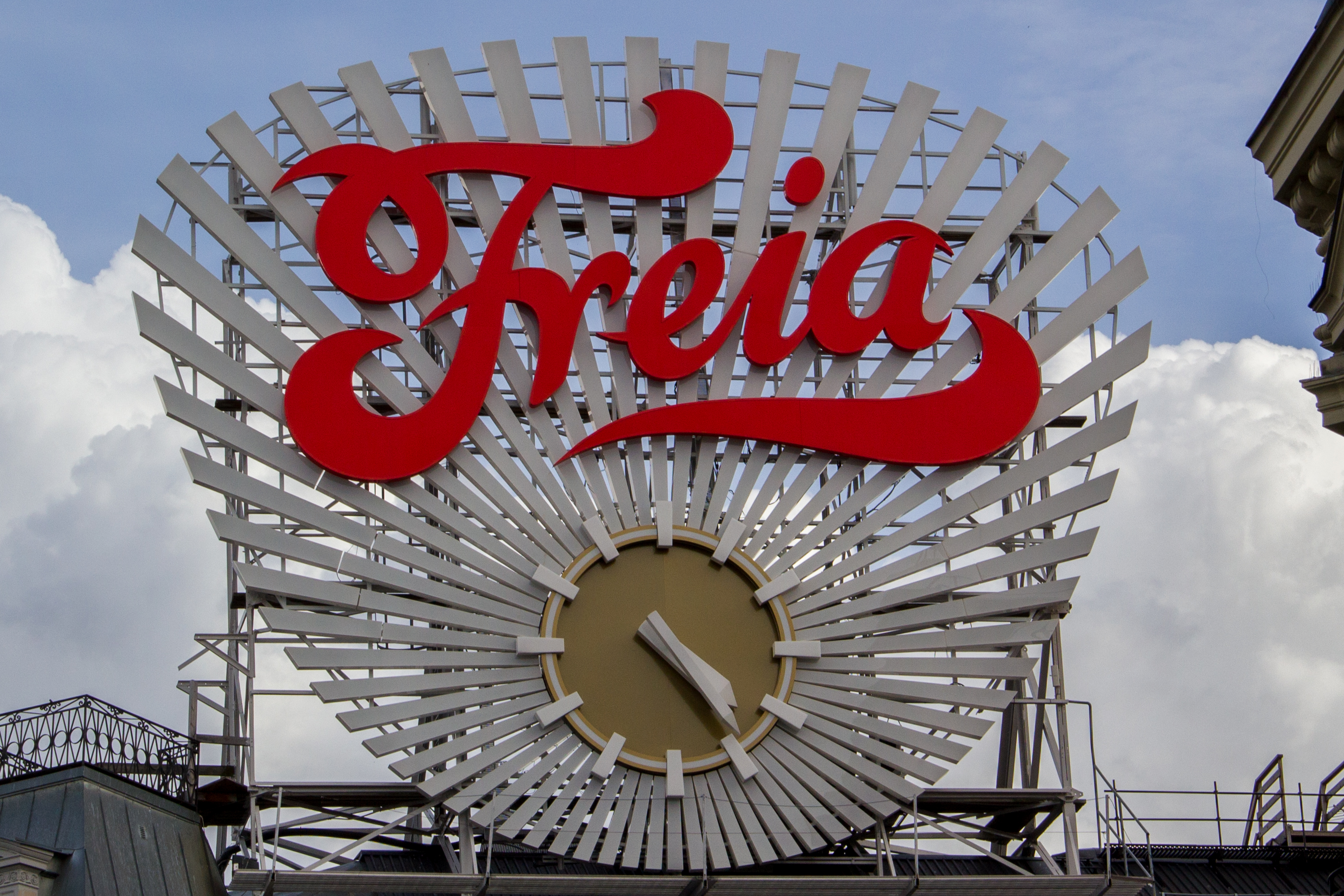
Reklamskylt för Freia vid Karl Johans gate i Oslo

Freia A/S var ett norskt livsmedelsföretag.
Freia A/S var Norges största tillverkare av choklad, fram till dess företaget köptes upp av Kraft Foods. Freia grundlades 1889 och köptes 1892 av Johan Throne Holst, vilken utvecklade det till den dominerande chokladtillverkaren i Norge. Företaget har sedan det grundades legat vid Johan Throne Holsts plass 1 på Rodeløkka i stadsdelen Grünerløkka i Oslo.
Baserat på framgången i Norge startade familjen Throne-Holst 1916 chokladfabriken Marabou i Sverige. År 1990 köpte Freia alla aktier i Marabou och 1992 såldes det sammanslagna företaget Freia Marabou till Kraft General Foods. Senare har stora delar av produktionen i Oslo flyttats till Litauen, Estland och Sverige.